# کل زمان تپه
کل زمان تپهدر شهرستان نکا، بخش شمالی، روستای بهزاد کلا واقع شده و این تپه تاریخی در تاریخ ۱۰ خرداد ۱۳۸۲ با شمارهٔ ثبت ۸۸۰۷ به‌عنوان یکی از آثار ملی ایران به ثبت رسیده است.